# Indosiar
Indosiar – indonezyjska stacja telewizyjna należąca do przedsiębiorstwa Surya Citra Media. Została uruchomiona w 1995 roku.